# Кушаев, Александр Нариманович
Алекса́ндр Нарима́нович Куша́ев (род. 8 марта 1973, Москва, СССР) — российский кинопродюсер, в прошлом — главный продюсер службы кинопоказа ГТК «Телеканал „Россия“».

## Биография
Родился 8 марта 1973 года в Москве.
С 1996 года работал корреспондентом программы «Деловая Россия» на канале РТР.
С 1997 года работал как режиссёр-постановщик на различных программах телеканалов «РТР», «НТВ» («Новости кино»), «ТВ Центр».
В 1998—2002 годах занимал должность заместителя начальника Службы кинопоказа телеканала «РТР».
В 2003—2007 годах — начальник отдела кинопоказа Дирекции программ ФГУП ГТК «Телеканал „Россия“». В данной должности занимался закупкой и доведением до эфира иностранной (реже — крупной российской) кинопродукции.
В 2008—2019 годах — главный продюсер службы кинопоказа ГТК «Телеканал „Россия“». Занимался преимущественно (с сентября 2015 года — исключительно) участием в подготовке и продюсировании многих российских фильмов и сериалов, показываемых на телеканале. Участвовал в запуске сериального телеканала «Русский роман», вошедшего в пакет ВГТРК «Цифровое телевидение» в марте 2012 года.
Продюсер фильмов и сериалов, среди которых: «Холоп», «Последний богатырь: Корень зла» (1 и 2 часть), «Сказка про темноту», «Как я провёл этим летом», «Долгая счастливая жизнь», «Жить», «Раскрашенная птица», а также сериалы «Зулейха открывает глаза», «Кровавая барыня», «Екатерина. Самозванцы», «Склифосовский».
В фильмографии более 620 различных кино- и телепроектов.

## Фильмография
- 2021 — Молоко птицы
- 2021 — Последний богатырь 3
- 2020 — Любовь, страх и ненависть
- 2020 — Enemy Lines
- 2020 — Последний богатырь: Корень зла
- 2020 — Глубже!
- 2020 — Зулейха открывает глаза
- 2019 — Екатерина. Самозванцы
- 2019 — Чистая психология
- 2019 — Невеста комдива
- 2019 — Раскрашенная птица
- 2019 — Холоп
- 2018 — Девочки не сдаются
- 2018 — Кровавая барыня
- 2018 — Другие (сериал)
- 2018 — Московская борзая 2
- 2018 — СуперБобровы. Народные мстители
- 2018 — Берёзка (сериал)
- 2018 — Завод (фильм)
- 2018 — На краю (сериал)
- 2017 — Бумеранг
- 2017 — Кухня. Последняя битва
- 2017 — Кровавая барыня (сериал)
- 2017 — Торгсин (мини-сериал)
- 2017 — Кухня. Последняя битва
- 2017 — Последний богатырь
- 2016 — Чёрная кошка (телесериал)
- 2016 — Челночницы
- 2016 — СуперБобровы
- 2016 — Ставка на любовь
- 2016 — Деньги (сериал)
- 2015 — Московская борзая (сериал)
- 2015 — Страна чудес
- 2015 — Тряпичный союз
- 2014 — Семья маньяка Беляева (мини-сериал)
- 2014 — Отец Матвей (сериал)
- 2014 — Год в Тоскане (сериал)
- 2014 — Красивая жизнь (сериал)
- 2013 — Карина Красная (сериал)
- 2013 — Проверка на любовь
- 2013 — Я тебя никогда не забуду
- 2012 — Без следа сериал
- 2012 — Долгая счастливая жизнь
- 2012 — Склифосовский
- 2012 — Жить
- 2012 — Удиви меня
- 2011 — Бесприданница
- 2011 — Домработница
- 2011 — Гадкий утёнок
- 2010 — Цветы от Лизы
- 2010 — Богатая Маша
- 2010 — Вдовий пароход
- 2010 — Дальше - любовь
- 2010 — Допустимые жертвы
- 2010 — Дочки-матери
- 2010 — Как же быть сердцу 2
- 2010 — Как я провёл этим летом
- 2010 — Крыса
- 2010 — Леший. Продолжение истории
- 2010 — Полынь - трава окаянная
- 2010 — Путь к себе
- 2010 — Саша
- 2010 — Солнечное затмение
- 2010 — Школа для толстушек
- 2009 — Любовь до востребования
- 2009 — В погоне за счастьем
- 2009 — Варенька. Испытание любви
- 2009 — Женщина-зима
- 2009 — Как же быть сердцу
- 2009 — Когда мы были счастливы
- 2009 — Кровь не вода
- 2009 — Любка
- 2009 — Мой
- 2009 — Монро
- 2009 — Первая попытка
- 2009 — По следу Феникса
- 2009 — Сказка про темноту
- 2009 — Террор любовью
- 2009 — Я буду жить
- 2008 — Девять признаков измены
- 2008 — Игра в прятки
- 2008 — Ключи от счастья
- 2008 — Превратности судьбы
- 2008 — Своя правда
- 2008 — Синяя борода
- 2006 — Аврора

## Награды
- 2010 — Награда за лучший фильм «Как я провёл этим летом» (Лондонский кинофестиваль)
- 2011 — Номинант премии «Ника» за фильм «Как я провёл этим летом»
- 2011 — Орден Дружбы — за большие заслуги в развитии отечественного телерадиовещания и многолетнюю плодотворную работу[5].
- 2011 — Премия «Золотой орёл» за фильм «Как я провёл этим летом»[6]
- 2014 — Номинант премии «Золотой орёл» за сериал «Склифософский» в номинации «Лучший телевизионный сериал»
- 2014 — Номинант премии «Ника» за фильм «Долгая счастливая жизнь»
- 2018 — Номинант премии «Золотой орёл» за сериал «Торгсин» в номинации «Лучший телефильм или мини-сериал»
- 2019 — Номинант премии «Золотой орёл» за сериал «Берёзка» в номинации «Лучший телевизионный сериал»
- 2019 — Главный приз кинофестиваля «Золотой Феникс», статуэтка «Бриллиантовый» Феникс»
- 2019 — Премия «Чешский лев» за фильм «Раскрашенная птица»
- 2019 — Премия ЮНИСЕФ за фильм «Раскрашенная птица» (Венецианский кинофестиваль)